# Cirocom
Die Cirocom-Gruppe ist ein deutsches Film- und Stuntproduktionsunternehmen mit Sitz in Rielasingen-Worblingen. Sie ist ein Full-Service-Produktionsunternehmen für Actionformate. In ihren realen Filmaktionen werden regelmäßig scharfe Schusswaffen, Sprengstoffe oder Kriegs- und Einsatzgerät des Law-Enforcement-Bereichs eingesetzt. Dadurch unterscheidet sich Cirocom von anderen Stuntproduktionsunternehmen, die hierfür speziell veränderte Dummys und Spezialeffekte verwenden.
Die 1998 gegründete Unternehmensgruppe rekrutiert sich ausschließlich aus Angehörigen international tätiger Spezialeinheiten wie z. B. SEK, GSG 9, Special Forces. Cirocom wurde vor allem durch Actionfilmproduktionen für die Unternehmen Glock („Torture test extreme“) und Walther („P99 Special Ops“) sowie authentische Stunts wie den „Chuteless Jump“ (Sprung aus Flugzeug ohne Fallschirm), „Livefireaction“ (Kunstschüsse mit echten Waffen und echten Darstellern) bekannt. Im Jahr 2004 erhielt die Firmengruppierung den Award „Best Action“ auf dem New York Film Festival und erregte dadurch in Insiderkreisen internationale Aufmerksamkeit.